# Варакюля
Варакюля - озеро на території Амбарського сільського поселення Лоухського району Республіки Карелія.

## Загальні відомості
Площа озера - 1,4 км, площа басейну - 489 км. Розташовується на висоті 139,3 метра над рівнем моря  .
Форма озера довгаста, витягнута з півночі на південь. Береги кам'яно-піщані, місцями болотисті . Із заходу в озеро впадає безіменний струмок, що бере початок у болоті . Через озеро протікає річка Валазрека, причому Валазрека вище озера Варакюля зветься Логоварака  .
Населені пункти поблизу озера відсутні. Найближчий — селище Тунгозеро — розташоване 25 км на північний захід від озера.
Код водного об'єкта в державному водному реєстрі - 02020000411102000000391  .